# Matrioshki
Matrioshki è una serie televisiva belga composta da due stagioni di dieci episodi ognuna per un totale di venti. Le protagoniste della prima stagione sono un gruppo di ragazze russe e lituane che con l′imbroglio si ritrovano a prostituirsi in Belgio. La seconda è in parte il proseguimento, tre anni dopo, della prima ma con altre ragazze (moldave, ucraine e thailandesi) che si prostituiscono in Belgio per aiutare economicamente le proprie famiglie.
Nonostante questa premessa, questa serie non si focalizza sugli aspetti drammatici della vita di queste ragazze, non è incentrata sulla critica della prostituzione ma si pone come prodotto di intrattenimento, mostrando uno stile simile a I Soprano.
La prima stagione è stata girata in Belgio, Lituania, Cipro. La seconda in Belgio, Moldavia, Thailandia, Ucraina, Romania, Bulgaria.
È trasmesso in Italia dalla rete satellitare a pagamento FX.
A causa di contenuti espliciti (principalmente scene di sesso e violenza) il programma non è considerato adatto ai minori di 16 anni secondo il sistema di classificazione del paese di origine.